# Claire Bolduc
Pour les articles homonymes, voir Bolduc.
Claire Bolduc, née à La Malbaie en 1958, est une agronome et une femme politique québécoise.  Elle est préfète de la MRC de Témiscamingue depuis 2017.

## Biographie
Claire Bolduc est née à La Malbaie en 1958. Elle est détentrice en 1980 d'un baccalauréat ès sciences appliquées en agronomie de l'Université Laval à Québec. Elle est membre de l'Ordre des agronomes du Québec.
Après l'obtention de son diplôme, elle commence sa carrière comme enseignante et conseillère pédagogique au Cégep de l'Abitibi-Témiscamingue, où elle travaille avec les étudiants qui s'intéressent au domaine agricole. Quelques années plus tard, comme vice-présidente (1995-1999) et présidente (1999-2005) de l'Ordre des agronomes du Québec, la troisième femme en 80 ans à occuper ce poste, celle-ci veille à la protection de la santé et du bien-être du public en surveillant le processus de gestion des services agronomiques et de la sécurité de la chaîne alimentaire.
En 2002-2003, elle est conseillère en développement agricole et agroalimentaire au Centre local de développement d'Abitibi-Ouest. En 2005, elle est nommée directrice régionale du Centre de contrôle environnemental au ministère du Développement durable, de l'Environnement et des Parcs du Québec. À ce poste, Claire Bolduc est responsable des activités environnementales dans la région de l’Abitibi-Témiscamingue et du Nord-du-Québec, y compris des activités minières au Nunavik et de l'impact environnemental des projets hydroélectriques à Eastmain et Rupert au Québec.
Élue à la présidence du Conseil des appellations agroalimentaires du Québec (CAAQ) en avril 2005, elle collabore activement à la révision de la Loi sur les appellations réservées qui est adoptée en 2006 avec la mise sur pied du Conseil des appellations réservées et des termes valorisants.
Elle est une partisane de la défense des affaires rurales, de l'agriculture et de l'agronomie au Québec.
En mars 2008, elle est élue présidente de la Solidarité rurale du Québec, succédant ainsi à Jacques Proulx, fondateur du mouvement, rôle qu'elle occupe jusqu'en 2016. L'organisme est créé en 1991 afin de promouvoir la revitalisation et le développement des zones rurales. Dans ce rôle, elle travaille pour préserver la vitalité des régions rurales et leur importance par rapport au développement économique de la province de Québec. Sous sa présidence, Solidarité rurale du Québec entreprend une réflexion globale sur l'avenir des territoires et de la ruralité. Trois événements en découlent : la signature, en 2010, de la Déclaration de Shawinigan par une vingtaine d'acteurs socioéconomiques mobilisés autour du développement territorial; l'adoption en 2012 de la Loi pour assurer l'occupation et la vitalité des territoires; la présentation, en 2013, d'un projet de société durable pour les collectivités rurales,,,,. En 2014, le gouvernement du Québec décide de couper la presque totalité du financement de Solidarité rurale du Québec.
La carrière et l’expérience de Claire Bolduc fait d'elle une participante du processus consultatif et de réflexion à l'échelle provinciale intitulé : Faut qu'on se parle,,. Cette initiative provinciale de 2016, composée de neuf membres, a pour mandat de rencontrer des citoyens et de donner à chacun une voix non partisane. Des enjeux portant sur dix sujets comme la démocratie, la communauté, l'éducation, la santé et le climat sont présentés aux citoyens et il leur est demandé de proposer des solutions. Cet exercice fait l'objet d'une publication, Ne renonçons à rien, parue en février 2017.
Durant toute sa carrière et dans l'ensemble de ses engagements, elle fait la promotion d'une agriculture respectueuse de l'environnement et de la santé des gens. Elle donne aussi une voix pour des milieux de vie de qualité en ruralité, pour le droit à la différence des communautés rurales et pour leur importance partout, au Québec, au Canada et dans le monde,,.
Outre sa carrière professionnelle, Claire Bolduc passe sa vie à partager sa passion pour le secteur agroalimentaire. Elle accomplit cette mission en représentant la profession d'agronome comme membre du conseil d'administration du Conseil interprofessionnel du Québec, comme membre du conseil d'administration d'Équiterre et comme représentante canadienne au conseil d'administration de Slow Food International. Son travail pour défendre la place légitime du secteur rural est reconnu par de nombreux prix, dont sa nomination en 2013, comme chevalière de l'Ordre national du Québec. Depuis 1995, elle est copropriétaire, avec son conjoint Richard Dessureault, du vignoble Le Domaine des Duc à Ville-Marie au Témiscamingue.
À l'automne 2017, elle succède à Arnaud Warolin au poste de préfète de la MRC du Témiscamingue,. En mai 2018, elle devient présidente de la Conférence des préfets de l'Abitibi-Témiscamingue pour une période de deux ans,.
À partir de septembre 2020, la préfète de la MRC de Témiscamingue, Claire Bolduc, fait partie de l'émission Zone économie avec Gérald Fillion sur la chaîne RDI.

## Publications
- Sortir le Québec du pétrole, sous la direction de Ianik Marcil, avec la collaboration de Claire Bolduc, Éditions Somme toute, 320 pages , 2015,  (ISBN 978-2-924283-33-2).
- Démantèlement tranquille, sous la direction de Steve E. Fortin, avec la collaboration de Claire Bolduc, Éditions Somme toute, 208 pages, 2018,  (ISBN 978-2-7644-3650-9).
- Un Québec Pays, Le Oui des femmes, sous la direction de Réseau des citoyennes pour l'indépendance (RéCI) OUI Québec, avec la collaboration de Claire Bolduc, 2062 pages, 2018,  (ISBN 978-2-89091-626-5).
- Ne renonçons à rien, textes par: Jean-Martin Aussant, Claire Bolduc, Véronique Côté, Maïtée Labrecque-Saganash, Aurélie Lanctôt, Karel Mayrand, Gabriel Nadeau-Dubois, Will Prosper, Alain Vadeboncoeur, 221 pages, Lux Éditeur, 2017  (ISBN 9-78289596-236-6) [23].
- Pour le bien de la terre, par Louis Robert, préface de Claire Bolduc, 148 pages, Éditions MultiMondes, 2021  (ISBN 9-78289773-167-0) [24].

## Distinctions
- 1992 : médaille de distinction agronomique, Ordre des agronomes du Québec[25].
- 2003 : personnalité de l'année du milieu agroalimentaire au Québec, Faculté des sciences de l’agriculture et de l’alimentation de l’Université Laval (FSAA)[26].
- 2005 : femme de l'année dans le domaine agricole, Réseau québécois des femmes en environnement[27].
- 2007 : mérite du Conseil interprofessionnel du Québec, sur recommandation de l'Ordre des agronomes du Québec.
- 2013 : chevalière de l'Ordre national du Québec[28],[29].
- 2014 : prix du CIQ, Conseil interprofessionnel du Québec (CIQ) [30].
- 2017 : prix Hélène-Pedneault, Société St-Jean-Baptiste du Québec[31].
- 2021 : doctorat honoris causa ès science, Université McGill[32],[33],[34].